# Dilemme facultatif du prisonnier
Le jeu Le dilemme facultatif du prisonnier illustre une situation de conflit impliquant deux joueurs dans la théorie des jeux . Cela peut être considéré comme un prolongement du jeu du dilemme du prisonnier standard, dans lequel les joueurs ont la possibilité de "rejeter l'accord", c'est-à-dire de s'abstenir de jouer. Ce type de jeu peut être utilisé comme modèle pour un certain nombre de situations réelles dans lesquelles les agents ont la troisième possibilité de s’abstenir d’une interaction de jeu telle qu’une élection. 

## Matrice de gains
La structure du dilemme du prisonnier optionnel peut être généralisée à partir du cadre de jeu du dilemme du prisonnier standard. De cette façon, supposons que les deux joueurs soient représentés par les couleurs, rouge et bleu, et que chaque joueur choisisse de "coopérer", "défaut" ou "abstention". 
La matrice de gains pour le jeu est présentée ci-dessous: 
| Matrice de paiement OPD canonique |          |        |            |
|                                   | Coopérer | Défaut | Abstention |
| Coopérer                          | R, R     | S, T   | L, L       |
| Défaut                            | T, S     | P, P   | L, L       |
| Abstention                        | L, L     | L, L   | L, L       |

- Si les deux joueurs coopèrent, ils reçoivent tous les deux la récompense R pour coopération mutuelle.
- Si les deux joueurs font défaut, ils reçoivent tous les deux le remboursement de la peine P.
- Si Bleu bloque pendant que Rouge coopère, alors Bleu reçoit le paiement de tentation T, tandis que Rouge reçoit le paiement de "ventouse", S.
- De même, si Blue coopère alors que Red est défaillant, alors Blue reçoit le gain S du meunier, tandis que Red reçoit le gain de la tentation T.
- Si l'un des joueurs ou les deux s'abstiennent, les deux reçoivent le gain du solitaire, L.

La condition suivante doit être remplie pour les gains:
T > R > L > P > S